# روبرتو لوفيرا
روبرتو لوفيرا (بالإسبانية: Roberto Lovera)‏ مواليد 14 نوفمبر 1922 في مونتفيدو - الوفاة 22 يونيو 2016، هو لاعب كرة سلة أوروغوياني. مثّل منتخب بلاده. شارك في دورة الألعاب الأولمبية الصيفية سنة 1948 وسنة 1952.

## روابط خارجية
- روبرتو لوفيرا على موقع الاتحاد الدولي لكرة السلة (الإنجليزية)
- روبرتو لوفيرا على موقع سبورتس رفرنس (الإنجليزية)
- روبرتو لوفيرا على موقع اللجنة الأولمبية الدولية (الإنجليزية)
- روبرتو لوفيرا على موقع أوليمبيديا (الإنجليزية)